# (391211) 2006 HZ51
2006 HZ51 — небольшой околоземный астероид из группы Амура (II), который был открыт 27 апреля 2006 года в рамках проекта «Обзор Каталина». Астероид пока не имеет собственного имени.

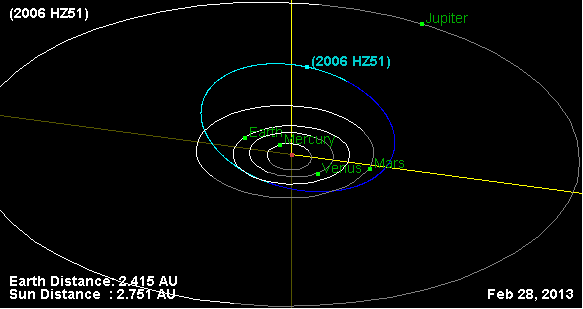
Орбита астероида и его положение в Солнечной системе

Первоначально учёные оценивали вероятность столкновения этого астероида с Землёй как 1 к 6 млн. Учитывая размеры объекта (800 метров), последствия его падения на нашу планету могли быть катастрофическими. Ближайшая из 165 возможных дат столкновения выпадала на 21 июня 2008 года, то есть всего через два года после открытия. Если бы угроза была реальной, времени для корректировки орбиты астероида у человечества уже не оставалось. Однако в дальнейшем было объявлено, что эти расчёты не подтвердились, и в течение ближайшего столетия столкновение с данным астероидом Земле не угрожает.